# Atarba filicornis
Atarba filicornis là một loài ruồi trong họ Limoniidae. Chúng phân bố ở miền Australasia.